# 葉曉文
葉曉文（1982年—，Human Ip），香港作家。2004年畢業於嶺南大學中文系投身出版行業，為刊物及教科書畫插畫。現為自由創作者，以畫師及寫作人身份工作。2005年的第32屆青年文學獎，獲青年文學獎小說公開組冠軍。
現時她從事自然書寫、植物相關工作，亦為畫家及寫作人，繪畫及文字作品散見於報章及雜誌。她熱愛自然郊野，受《綠野仙師》啟發投身自然書寫和積極推廣對自然環境的關注。
筆下作品有短篇小說集《殺寇》。2014年及2016年出版圖文著作《尋花》及《尋花２－香港原生植物手札》，2017年底推出動物相關著作《尋牠－香港野外動物手札》。舉辦個人畫展《花未眠》及《城市森林中的花與牠》。

## 個人著作
- 《殺寇》 （ISBN	9789881600394）
- 《尋花－香港植物原生手札》 （ISBN	9789620436154）
- 《尋花２－香港原生植物手札》（ISBN 9789620439056）
- 《尋牠－香港野外動物手札》（ISBN 9789620442438）
- 《隱山之人In situ--短篇小說集》（ISBN	9789620444838）[5]

## 外部連結
- 字裏行間 尋花覓草 葉曉文
- 追尋本地原生花卉 八十後筆錄香港植物故事 （页面存档备份，存于）
- 花未眠-看香港原生植物畫 （页面存档备份，存于）
- 花與女孩-林中-尋花-精靈葉曉文
- 吳美筠：狂情於本土野花的暗爪功──讀葉曉文的「香港原生植物手札」 （页面存档备份，存于）
- 另類山系女-攀山涉水尋動物芳蹤-出手繪書記錄香港野外動物
- 豆棚閒話：巡禮：一種書寫儀式--說葉曉文與《尋牠》 （页面存档备份，存于）
- 葉曉文｜DJ主持｜商業電台881903.com （页面存档备份，存于）